# Euscyrtus quadripunctatus
Euscyrtus quadripunctatus är en insektsart som beskrevs av Sigfrid Ingrisch 1987. Euscyrtus quadripunctatus ingår i släktet Euscyrtus och familjen syrsor. Inga underarter finns listade i Catalogue of Life.